# Resolutie 203 Veiligheidsraad Verenigde Naties
Resolutie 203 van de Veiligheidsraad van de Verenigde Naties werd unaniem aangenomen op de 1208e bijeenkomst van de Raad op 14 mei 1965.

## Achtergrond
Na de moord op de Dominicaanse dictator Rafael Trujillo, die van 1930 tot 1961 aan de macht was geweest, verviel de Dominicaanse Republiek in politieke chaos. Na geweld en de passage van verscheidene leiders werd er eind april 1965 een staatsgreep gepleegd. De plegers van die coup raakten slaags met het leger, en op vraag van die laatste kwamen de Verenigde Staten tussenbeide.

## Inhoud
De Veiligheidsraad was diep bezorgd om de ernstige gebeurtenissen in de Dominicaanse Republiek, en riep op tot een strikt staakt-het-vuren.
De secretaris-generaal werd uitgenodigd om, als dringende maatregel, een vertegenwoordiger ter plaatse te sturen die over de situatie moest rapporteren. Alle betrokken partijen in de Dominicaanse Republiek werden opgeroepen om met deze vertegenwoordiger mee te werken.
Lijst ·  200 ·  201 ·  202 ·  203 ·  204 ·  205 ·  206 ·  207 ·  208 ·  209 ·  210 ·  211 ·  212 ·  213 ·  214 ·  215 ·  216 ·  217 ·  218 ·  219